# Bayernwacht

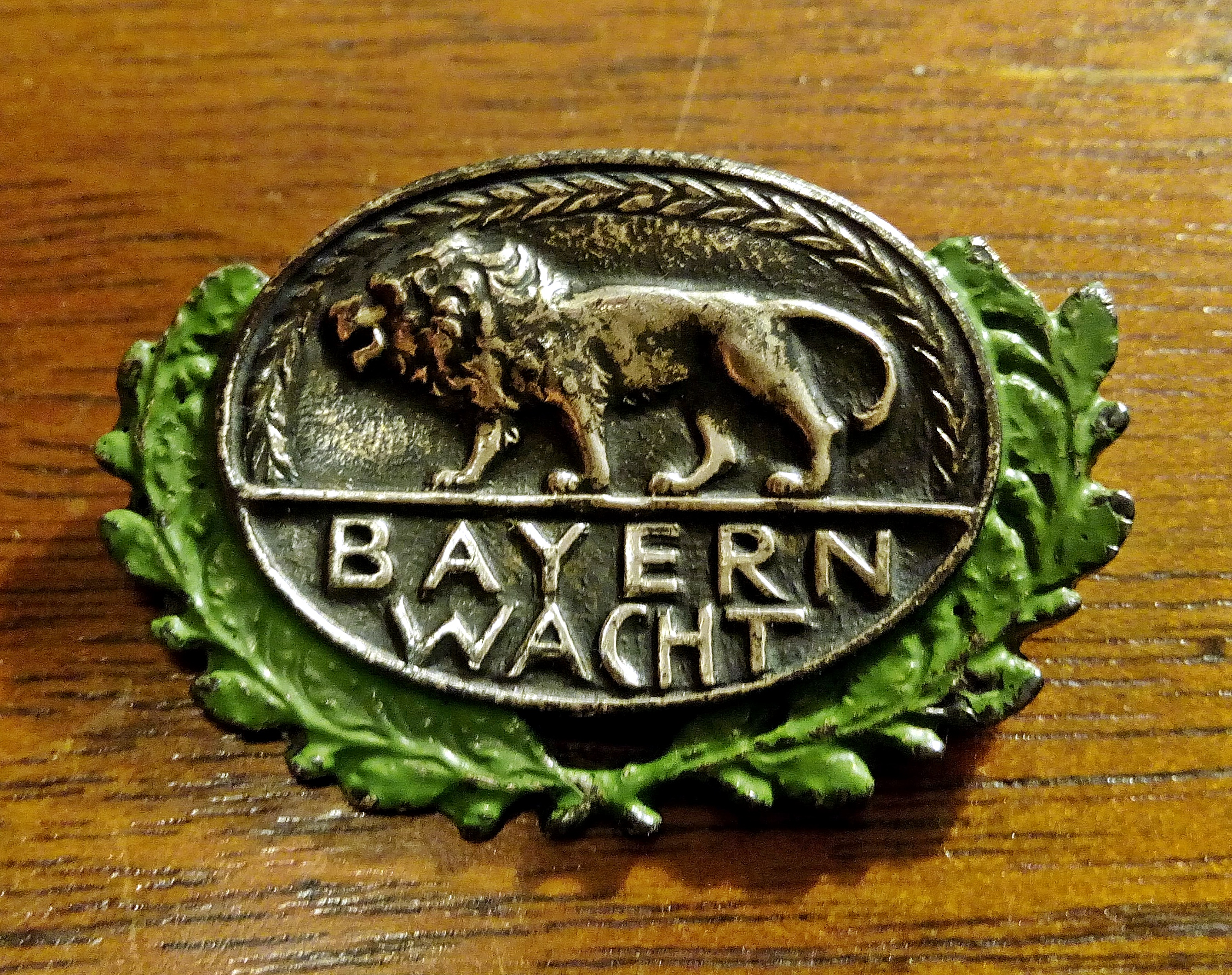
Abzeichen der Bayernwacht

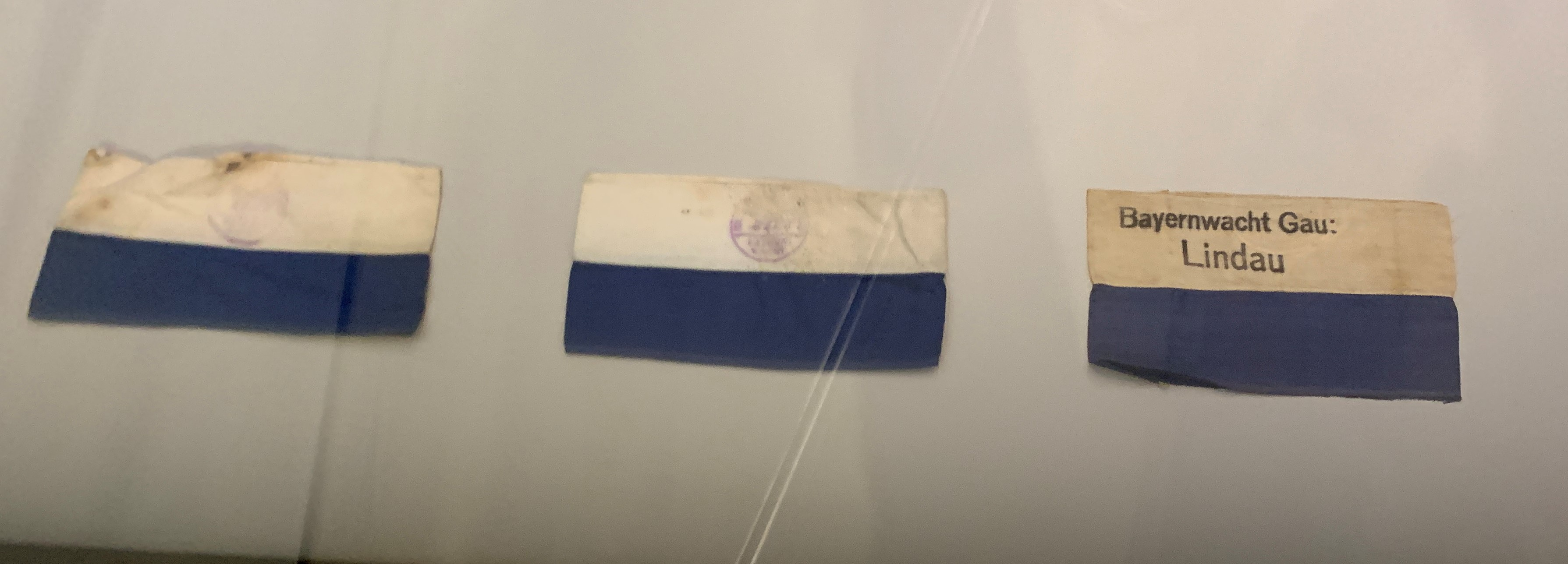
Bayernwacht-Armbinden

Die Bayernwacht war eine Wehr- und Schutzorganisation der Bayerischen Volkspartei (BVP) zur Zeit der Weimarer Republik.

## Geschichte
Die Bayernwacht geht auf eine 1924 von dem Münchner Kreisvorsitzenden der BVP Fritz Schäffer gegründete Ordnungsmannschaft zurück, die sich seit 1925 Bayernwacht nannte und im Dezember 1927 ihre erste festliche Fahnenweihe veranstaltete. Die Bayernwacht fungierte mit ihrem Wahlspruch „Kernbayerisch und treudeutsch!“ zunächst vorwiegend als Saalschutz und blieb auf München beschränkt. Sie veranstaltete Kameradschaftsabende mit Vorträgen, Wanderungen, Kleinkaliberschießen und Leibesübungen.
Ende 1931 gehörten ihr in München knapp 700 aktive Mitglieder an, darüber hinaus entstanden vor allem in Oberbayern, Niederbayern und Unterfranken weitere Gruppen. Ende Dezember 1930 gründete sie einen als Verein eingetragenen Landesverband. Untergliedert war der Verband in Gau- und Kreisverbände sowie Ortsvereine (Kameradschaften), wobei zwischen Jungmannschaften (17 bis 30 Jahre) und Altherrenschaften (über 30 Jahre) unterschieden wurde.
Als 1932 Reichskanzler Franz von Papen über eine Notverordnung das von der bayerischen Landesregierung verhängte Uniform- und Umzugsverbot für politische Vereinigungen aufhob, kam dies vor allem den nationalsozialistischen Organisationen SA und SS zugute. Nun richtete die Bayernwacht eine eigenständige Landesleitung unter dem Landesführer Hans Ritter von Lex sowie Kreisstäbe ein, und auch die Schwesterorganisation Pfalzwacht wurde verstärkt. Ende 1932 zählten Bayernwacht und Pfalzwacht zusammen rund 30.000 Mitglieder.
Die uniformierte Bayernwacht rekrutierte sich vor allem über christliche Gewerkschaften, katholische Gesellenvereine und Bauernverbände. Ausgerüstet wurde sie mit Waffen der früheren bayerischen Einwohnerwehren. Ende Februar 1933 kam es zunehmend zu Auseinandersetzungen zwischen der Bayernwacht und der SA, beispielsweise in Bamberg, Forchheim, Traunstein, Erlangen, Landau an der Isar und in der Pfalz (Pfalzwacht 1930–1933).
Bei der Machtergreifung der Nationalsozialisten schritt die Bayernwacht nicht ein. Am 10. und 11. März 1933 wurden ihre Führer verhaftet, am 13. März 1933 verbot Lex jeden Widerstand und am 13. April 1933 erklärte er die Bayernwacht für aufgelöst. Eine Reihe ehemaliger Mitglieder der Bayernwacht beteiligte sich später an der monarchistischen Harnier-Widerstandsgruppe gegen den Nationalsozialismus.